# ネリー・A・ブラウン
ネリー・A・ブラウン (Nellie Adalesa Brown、1876年 - 1956年) は、アメリカ合衆国の植物学者、政府の研究者である。その研究の多くが植物病理学に焦点を当てたものであった。チャールズ・オーリン・タウンゼント (Charles Orrin Townsend、1863年-1937年) と共にアーウィン・フリンク・スミス (Erwin Frink Smith、1854年-1927年、アメリカ合衆国農務省の植物病理学者) のアシスタントとして働いていた1907年に、チャールズとの共著で「クラウンゴール」(crown gall、植物に発生する虫こぶ様の腫瘍) を引き起こすアグロバクテリウム (Agrobacterium) に関する論文を発表した。

## 生涯
ブラウンは植物学を学んだミシガン大学を1901年に卒業した。カリフォルニア大学の大学院で研究をしているときに、トーリー・ボータニカル・クラブ (Torrey Botanical Club、1860年代にジョン・トーリーにより創設されたアメリカ合衆国最古の植物学学会) (英語版) のメンバーとなった。ミシガン州とフロリダ州の高等学校で5年間科学を教えた後、1906年から1910年まで、アメリカ合衆国農務省植物産業局の植物病理学研究者となった。
ブラウンは1910年から1925年まで植物病理学者アシスタントになり、アーウィン・フリンク・スミスが1911年とその翌年に著した植物のクラウンゴールに関する主要な2報の論文で第2著者となった。1915年から1918年まで、レタスの細菌性疾患に関する研究を行い、ついに彼女自身の名前で研究成果を出版した。1924年、リンゴの幹の腫瘍について研究し、クラウンゴールとの差異を明らかにした。
ブラウンは20代半ばで植物病理学者アソシエイトとなり、1941年に引退するまでその職にあった。